# Дорохин, Павел Сергеевич (футболист)
Павел Сергеевич Дорохин (18 сентября 1984, Воронеж, СССР) — российский футболист, полузащитник. Сыграл около трехсот матчей в кубках и чемпионатах России.

## Карьера
Дорохин родился в Воронеже в 1984 году. Воспитанник воронежского футбола — клуба «Факел». Позднее переехал в Краснодар в ДЮСШ «Краснодар-2000». После пребывания в клубе «Центр-Р-Кавказ» стал игроком основного состава «Краснодара-2000». Проведя пять лет в составе краснодарцев и побывав в аренде в тольяттинской «Ладе», перешёл в махачкалинское «Динамо», но не закрепился там, и перешёл в «Балтику», где отыграл два сезона, был игроком стартового состава. В 2008 году перешёл в «Салют» (Белгород). Позднее последовали аренда в воронежское «Динамо» и переход в саранскую «Мордовию». В «Мордовии» был игроком старта первые два сезона, но затем потерял место в команде. В конце карьеры выступал за «Уфу», «Локомотив» (Лиски) и «Таганрог».
За 14 сезонов в профессиональной карьере сыграл более 120 матчей в первом дивизионе и более 150 — во втором. В Кубках России провёл 23 матча, в том числе выходил на поле в матчах против московских ЦСКА и «Динамо».
Выступал за юношескую сборную России. В 2002 году в её составе стал победителем Мемориала Гранаткина, выходил на поле во всех пяти матчах, а в полуфинальном матче с Украиной забил один из голов. В том же году в составе команды сыграл три матча (против клубных команд) на Кубке Содружества.